# ジェイムズ・カーナウ

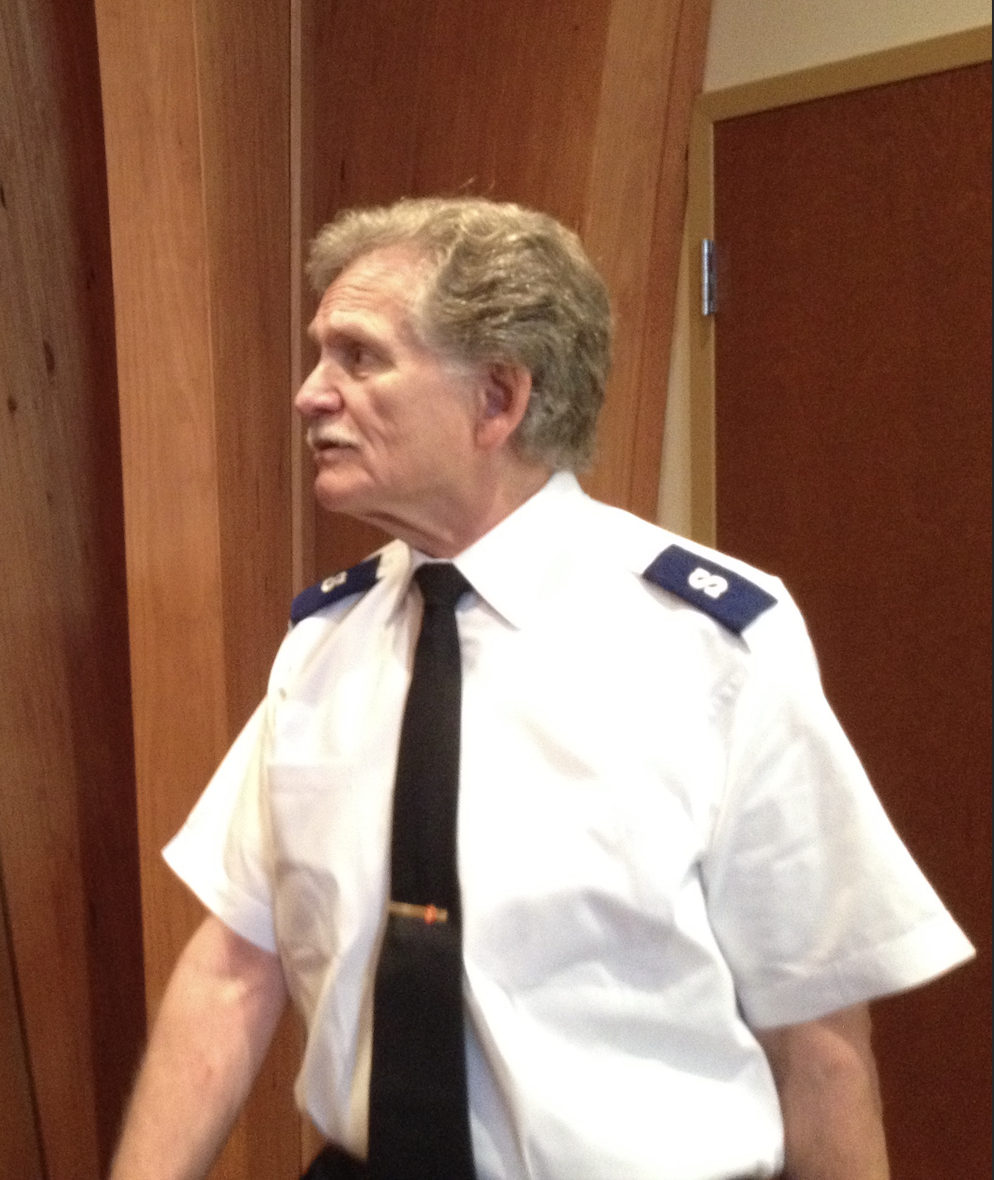
ジェイムズ・カーナウ (2016年)

ジェイムズ・エドワード・カーナウ（James Edward Curnow, 1943年4月17日 - ）は、アメリカ合衆国の作曲家、編曲家。吹奏楽のための作品を多く手がけている。以前はジム・カーナウ（Jim Curnow）のペンネームを使用していた。姓はカーノウとも表記される。

## 来歴
ミシガン州ポートヒューロンに生まれる。1966年にウェイン州立大学を卒業、1970年にミシガン州立大学にて音楽修士取得。両大学でユーフォニアムや指揮法を学ぶ。ミシガン州立大学の教員、アズベリー大学音楽科助教授、イリノイ大学助教授を経て、1986年からフリーの作曲家となる。現在はケンタッキー州ニコラスヴィルに居住し作曲を続けている。
1995年からカーナウ・ミュージックを経営していたが、同社は1999年にハル・レナード・コーポレーションと合併し、その後デ・ハスケ社の傘下となっている。

## 主要作品
初級向けから上級向けまで、幅広く作曲している。自身がユーフォニアムを学んでいたこともあり、ユーフォニアムとバンドのための作品も多い。
- 序曲「フェニックス」 (Phoenix Overture)
- 交響的三章 (Symphonic Triptych)
- 吹奏楽のための「パルティータ」 (Partita for Band)
- 歓喜―「われらが神はかたき砦」による幻想曲 (Rejouissance, Fantasy, Bassed on "A Mighty Fortress is Our God")
- ブレンハイム・フローリッシュ (Blenheim Flourishes)
- トリティコ (Trittico)